# Регинфрид
Регинфрид (дат. Reginfred; погиб в 814) — король Ютландии в 812—813 годах, правивший вместе с братом, Харальдом Клаком. Принадлежал к династии Скьёльдунгов, предположительно был сыном Хальвдана и племянником Харальда Боезуба. Унаследовал корону после гибели старшего брата Ануло в бою с племянником короля Гудфреда Сигфредом. В 813 году Регинфрид и Харальд Клак подтвердили мирный договор с Франкской империей. В том же году их изгнали из Ютландии пять сыновей Гудфреда, получившие поддержку шведских викингов. В 814 году братья вернулись с войском, но в сражении были разбиты, а Регинфрид погиб. 
По альтернативной версии, Регинфрид был изгнан из Дании не сыновьями Гудфреда, а братом, и после этого начал пиратствовать.